# André Kostolany
André Kostolany (Budapest, 9 de febrero de 1906 - París, 14 de septiembre de 1999) fue un especulador y experto en bolsa reconocido mundialmente. Trabajó la mayor parte de su vida en Francia y Alemania.

## Biografía
Húngaro católico descendiente de judíos. Estudió filosofía e historia del arte en Budapest pero su padre le obligó a abandonar sus estudios y lo mandó a París en 1924, para trabajar como agente de bolsa. Allí empezó su carrera como especulador y arbitrador financiero. Fue capaz de obtener beneficios de la caída de la bolsa en 1929, haciendo operaciones en corto durante esa época. 
Cuando los alemanes ocuparon Francia en 1940, voló a Nueva York. Desde 1941 hasta 1950 fue el director general y presidente de la G. Ballai and Co Financing Company. Desde 1950 vivió con su esposa en París, tenía oficina en Múnich y una casa en la Costa Azul. Después de la Segunda Guerra Mundial, invirtió activamente en la reconstrucción de Alemania. El subsiguiente bum económico le ayudó a construir su fortuna. Kostolany, durante los últimos años de su vida, se dedicó a escribir columnas y dar seminarios acerca de la inversión en bolsa en Alemania, donde fue famoso como experto en acciones de bolsa. Se codeó con coetáneos como Richard Strauss, Ernest Hemingway o Milton Friedman. Su fama estaba sustentada por sus 70 años de experiencia en diversas operaciones en múltiples mercados alrededor del mundo. Murió en París a los 93 años.

## Sus creencias
Kostolany, debido a sus exitosas inversiones en Alemania después de la Segunda Guerra Mundial, guardaba un profundo respeto por las "inherentes cualidades y capacidades de la población Alemana", quienes, según él, llevarían a Alemania a un nuevo bum económico, después de que hubiesen absorbido el impacto emocional de la reunificación alemana.
Kostolany era muy crítico acerca del patrón oro, el sistema monetario que fijaba las tasas de intercambio monetarias con el precio del oro, ya que creía que donde se usaba este sistema, se impedía el crecimiento económico, y conducía a crisis económicas cíclicas. Por ello, fue una voz crítica acerca de la política econonómica del Bundesbank durante los años 80 y 90.

## Trabajos publicados
Kostolany escribió muchos libros publicados en diversas lenguas, incluyendo 13 libros que vendieron más de 3 millones de copias en total. Durante muchos años, también escribió una columna (en total, 414 artículos) en Capital, una revista acerca de inversiones en bolsa en Alemania.
Algunos de sus libros (con sus títulos originales) son:
- Suez: Le roman d'une entreprise - Francés (1939)
- La paix du Dollar - French - Der Friede, den der Dollar bringt - Alemán (1957)
- La Grande confrontation - Francés (1959)
- Si la bourse m'était contée - Francés (1960)
- L'aventure de l'argent - Francés (1973)
- ... und was macht der Dollar? Im Irrgarten der Währungsspekulationen - Alemán (1987)
- Kostolanys Börsenpsychologie - Alemán (1991)
- Kostolanys Bilanz der Zukunft - Alemán (1995)
- Die Kunst über Geld nachzudenken - Alemán (2000)

En España, André Kostolany publica sus libros con Editorial Gárgola s.l.
Últimos títulos publicados:
- Enseñanzas de Kostolany, Seminario Bursátil. Editorial Gárgola s.l. (2006)
- El Arte de Reflexionar sobre el dinero, conversaciones en un café, Editorial Gárgola s.l.(2010)
- El Fabuloso Mundo del dinero y la Bolsa, Editorial Gárgola s.l.(2011)